# Loop (Holstein)
Loop ist eine Gemeinde im Kreis Rendsburg-Eckernförde in Schleswig-Holstein.

## Geografie

### Geografische Lage
Das Gemeindegebiet von Loop erstreckt sich im Osten des Naturraums Holsteinische Vorgeest (Haupteinheit Nr. 697) etwa acht Kilometer nördlich von Neumünster am südlichen Rande des Schönbeker Moors.

### Gemeindegliederung
Die Gemeinde Loop lässt sich siedlungsgeografisch in drei Wohnplätze gliedern. Neben dem namenstiftenden Dorf liegen auch die Häusergruppe Ellhorn und die Hofsiedlung Looper Holz im Gemeindegebiet.

### Nachbargemeinden
Unmittelbar angrenzende Gemeindegebiete von Loop sind:
| Schülp b. Nortorf | Dätgen                                      | Schönbek                       |
|                   | Kompassrose, die auf Nachbargemeinden zeigt |                                |
| Krogaspe          |                                             | Neumünster (Stadtteil Einfeld) |

## Geschichte
Der 44 Meter hohe Aalberg wurde in den 1920er Jahren abgetragen. Aus seinem Material wurde der Hindenburgdamm nach Sylt aufgeschüttet.

## Politik

### Gemeindevertretung
Bei der Kommunalwahl am 14. Mai 2023 wurden insgesamt sieben Sitze vergeben. Diese fielen erneut alle an die Kommunale Wählergemeinschaft Loop. Die Wahlbeteiligung betrug 68,3 %.

### Wappen
Blasonierung: „In Rot, darin oben zwei goldene Rohrkolben und unten zwei goldene Ähren, ein breiter schräglinker silberner Wellenbalken, darin zwischen zwei blauen Wellenfäden ein Büschel Eichenblätter mit drei goldenen Eicheln.“

## Verkehr
Der Hauptzugang in die Gemeinde Loop im motorisierten Individualverkehr erfolgt auf der Verbindungsstraße von Neumünster-Einfeld nach Krogaspe. Die Trägerschaft liegt auf Kreisebene. Der Kreis Rendsburg-Eckernförde führt sie als K 9, die kreisfreie Stadt Neumünster als K 5. In der Ortslage von  Einfeld zweigt sie an der schleswig-holsteinischen Landesstraße 318 ab, im Gemeindegebiet von Krogaspe besteht ein indirekter Übergang zur Landesstraße 328.
Ohne direkten Anschluss in der Gemeinde führt die Bundesautobahn 7 durch die Gemarkung von Loop. In dieser befindet sich die Einfädelung der Bundesautobahn 210 von Kiel im Zuge des Bordesholmer Dreiecks.